# 조주영 (축구 선수)
조주영(1994년 2월 4일 ~ )은 대한민국의 축구 선수이며 포지션은 공격수이다. 현재 K4리그 거제시민축구단 소속이다.
아주대학교를 거쳐 2016 시즌을 앞두고 광주 FC에 입단하였다. 4월 17일 전남 드래곤즈와의 경기에서 데뷔전을 치렀고, 이 경기에서 데뷔골을 기록하였다. 같은 해 9월 11일 상주 상무와의 경기에서 시즌 2호골을 성공시켰다.
2018시즌을 앞두고 김해시청으로 임대 이적했다.
2018시즌 여름 이적시장을 통해 인천 유나이티드로 임대되었다.
2020시즌 여름 이적시장에서 K3리그의 천안시 축구단으로 이적했다.
2022시즌을 앞두고 충남 아산 FC에 입단했다.

## 수상

### 팀

#### 광주 FC
- K리그2 우승: 2019